# 世界の終り (2013年の映画)
『世界の終り』（原題:Goodbye World）は2013年に公開されたアメリカ合衆国のドラマ映画である。監督はデニス・ヘンリー・ヘネリー、主演はケリー・ビシェが務めた。本作は日本国内で劇場公開されなかったが、2014年11月5日にDVDが発売された。

## ストーリー
カリフォルニア州のとある田舎町。ジェームズは妻子（リリーとハンナ）と一緒に電気の通っていない家で暮らしていた。そんなある日、サイバーテロが発生して全米が大混乱に陥った。大学時代の友人たち(ベンジー、ニック、ローラ、レヴ)はパニックに巻き込まれるのを恐れ、ジェームズを頼って次々と引っ越してきた。ジェームズたちは生活必需品を調達するために街に出かけたが、既に街は無法地帯と化していた。
ほどなくして、アメリカ全土に戒厳令が発布されたが、時を同じくして、ジェームズたちの間でも大きな問題が発生していた。各人が前々から抱えていた問題が一挙に吹き出したのである。例えば、ベッキーは子供の頃から他者に受け入れられたことがなく、一匹狼として生きてきたが、その過程で形成されたリバタリアン的信条を共同生活でも振りかざした。また、ジェームズとニックは一緒にビジネスをしていた頃の訴訟をめぐって言い争うようになった。ベンジーはと言えば、教え子兼恋人のアリエルを連れてきたまでは良かったが、一緒に暮らす中で彼女のハチャメチャな性格に初めて気が付き、手を出したことを後悔し始めた。
ある日、堪忍袋の緒が切れたベンジーはアリエルに出て行くよう命じたが、人が良すぎるジェームズは彼女を庇った。ところが、アリエルのメチャクチャな振る舞いはやむことがなく、ついにはジェームズたちの安全を脅かす事態に至った。

## キャスト
- リリー・パルマー：ケリー・ビシェ
- ベッキー・スナイダー：カロリン・ダヴァーナス
- ジェームズ・パルマー：エイドリアン・グレニアー
- ローラ・シェパード：ギャビー・ホフマン
- ニック・ランドワース：ベン・マッケンジー
- レヴ・バーコウィッツ：スコット・メスカディ
- ベンジー・ヘンリー：マーク・ウェバー
- ハンナ・パルマー：マッケナ・グレイス
- アリエル：レミー・ノジック
- デイモン・モーズリー：リンク・ハンド

## 公開・マーケティング
2013年6月15日、本作はロサンゼルス映画祭でプレミア上映された。10月21日、フェーズ4・フィルムズとサミュエル・ゴールドウィン・フィルムズが本作の全米配給権を獲得したとの報道があった。2014年1月29日、本作のオフィシャル・トレイラーが公開された。

## 評価
本作に対する批評家の評価は伸び悩んでいる。映画批評集積サイトのRotten Tomatoesには26件のレビューがあり、批評家支持率は27%、平均点は10点満点で4.4点となっている。また、Metacriticには11件のレビューがあり、加重平均値は36/100となっている。